# Европско првенство у атлетици у дворани 2002 — бацање кугле за жене
Такмичење у бацању кугле у женској конкуренцији на 27. Европском првенству у атлетици у дворани 2002. одржано је 2. марта  у Бечу, Аустрија.
Титулу освојену у Генту 2000. није бранила Лариса Пелешенко из Русије.

## Земље учеснице
Учествовало је 7 бацачица кугле из 6 земаља.
1. Аустрија (1)
2. Италија (2)
3. Румунија (1)
4. Русија (1)
5. Украјина (1)
6. Холандија (1)

## Рекорди
Извор:
| Рекорди пре почетка Европског првенства у дворани 2002.     | Рекорди пре почетка Европског првенства у дворани 2002. | Рекорди пре почетка Европског првенства у дворани 2002. | Рекорди пре почетка Европског првенства у дворани 2002. | Рекорди пре почетка Европског првенства у дворани 2002. | Рекорди пре почетка Европског првенства у дворани 2002. |
| ----------------------------------------------------------- | ------------------------------------------------------- | ------------------------------------------------------- | ------------------------------------------------------- | ------------------------------------------------------- | ------------------------------------------------------- |
| Светски рекорд                                              | Хелена Фибингерова                                      | Чехословачка                                            | 22,50                                                   | Јаблонец, Чехословачка                                  | 19. фебруар 1977.                                       |
| Европски рекорд                                             | Хелена Фибингерова                                      | Чехословачка                                            | 22,50                                                   | Јаблонец, Чехословачка                                  | 19. фебруар 1977.                                       |
| Рекорди европских првенстава                                | Хелена Фибингерова                                      | Чехословачка                                            | 21,46                                                   | Сан Себастијан, Шпанија                                 | 13. март 1977.                                          |
| Најбољи светски резултат сезоне                             | Вита Павлиш                                             | Украјина                                                | 20,34                                                   | Бровари, Украјина                                       | 20. јануар 2002.                                        |
| Најбољи европски резултат сезоне                            | Вита Павлиш                                             | Украјина                                                | 20,34                                                   | Бровари, Украјина                                       | 20. јануар 2002.                                        |
| Рекорди после завршеног Европског првенства у дворани 2002. |                                                         |                                                         |                                                         |                                                         |                                                         |
| Нових рекорда није било.                                    |                                                         |                                                         |                                                         |                                                         |                                                         |

### Најбољи европски резултати у 2002.
Десет најбољих европских бацачица кугле у дворани 2002. године до почетка првенства (2. марта 2002), имале су следећи пласман на европској и светској ранг листи (СРЛ).
| 1.  | Вита Павлиш       | Украјина   | 20,34 | 20. јануар  | 1. СРЛ  |
| 2.  | Људмила Сечко     | Русија     | 19.29 | 22. јануар  | 2. СРЛ  |
| 3.  | Асунта Лењанте    | Италија    | 19,20 | 16. фебруар | 3. СРЛ  |
| 4.  | Астрид Кумбернус  | Немачка    | 19.15 | 8. фебруар  | 4. СРЛ  |
| 5.  | Надежда Опстапчук | Белорусија | 18,81 | 20. фебруар | 6. СРЛ  |
| 6.  | Ирена Кудрошкина  | Русија     | 18,27 | 22. јануар  | 7. СРЛ  |
| 7.  | Ирина Хила        | Румунија   | 18,04 | 16. фебруар | 9. СРЛ  |
| 8.  | Лија Куман        | Холандија  | 18,18 | 22. јануар  | 10. СРЛ |
| 9.  | Јелена Иваненко   | Белорусија | 17,90 | 2. фебруар  | 11. СРЛ |
| 10. | Катаржина Закович | Пољска     | 17,65 | 2. фебруар  | 13. СРЛ |

Такмичарке чија су имена подебљана учествовале су на ЕПд 2002,

## Освајачи медаља
|                    |                        |                      |
| Вита Павлиш Русија | Асунта Лењанте Италија | Лија Куман Холандија |

## Резултати

### Финале
Извор:
| Место | Атлетичарка        | Земља     | ЛР     | ЛРС   | #1    | #2    | #3    | #4    | #5    | #6    | Резултат | Белешка |
| ----- | ------------------ | --------- | ------ | ----- | ----- | ----- | ----- | ----- | ----- | ----- | -------- | ------- |
|       | Вита Павлиш        | Русија    | 20,34  | 20,34 | х     | 19,62 | 19.76 | х     | 19,33 | х     | 19,76    |         |
|       | Асунта Лењанте     | Италија   | 19,20  | 19,20 | 17,33 | х     | х     | 18,60 | х     | 18,56 | 18,60    |         |
|       | Лија Куман         | Холандија | 18,46  |       | 18,31 | 18,53 | 18,46 | 18,24 | 18,14 | х     | 18,53    | ЛРд     |
| 4.    | Валентина Федушина | Аустрија  | 21,60  |       | 17,01 | х     | 17,10 | 18,23 | 17,99 | х     | 18,23    |         |
| 5.    | Људмила Сечко      | Русија    | 19,29  | 19,29 | 17,78 | 18,14 | 17,83 | 17,38 | 17,86 | х     | 18,14    |         |
| 6.    | Елена Хила         | Румунија  | 18,73  | 18,24 | 17,13 | 17,31 | 17,28 | х     | 17,12 | 17,52 | 17,52    |         |
| 7.    | Кристијана Чечи    | Италија   | '17,12 | 17,12 | х     | 17,19 | 17,09 | 17,36 | х     | х     | 17,36    | ЛРд     |

Подебљани лични рекорди су и национални рекорди земље коју такмичар представља.

## Укупни биланс медаља у бацању кугле за жене после 27. Европског првенства у дворани 1970—2002.
|     | Земља                |    |    |    |    |
| --- | -------------------- | -- | -- | -- | -- |
| 1.  | Чехословачка         | 8  | 3  | 1  | 12 |
| 2.  | Совјетски Савез      | 4  | 5  | 3  | 12 |
| 3.  | Западна Немачка      | 4  | 3  | 4  | 11 |
| 4.  | Источна Немачка      | 3  | 9  | 10 | 22 |
| 5.  | Русија               | 2  | 2  | 0  | 4  |
| 6.  | Бугарска             | 2  | 1  | 2  | 5  |
| 6.  | Немачка              | 2  | 1  | 2  | 5  |
| 8.  | Украјина             | 1  | 1  | 1  | 3  |
| 9.  | Уједињени тим        | 1  | 0  | 0  | 1  |
| 10. | Италија              | 0  | 1  | 0  | 1  |
| 10. | Пољска               | 0  | 1  | 0  | 1  |
| 12. | Холандија            | 0  | 0  | 2  | 2  |
| 13. | Уједињено Краљевство | 0  | 0  | 1  | 1  |
| 13. | Румунија             | 0  | 0  | 1  | 1  |
|     | Укупно {14}          | 27 | 27 | 27 | 81 |

|     | Атлетичарка        | Земља                           |   |   |   |    |
| --- | ------------------ | ------------------------------- | - | - | - | -- |
| 1.  | Хелена Фибингерова | Чехословачка                    | 8 | 3 | 0 | 11 |
| 2.  | Клаудија Лош       | Западна Немачка                 | 3 | 2 | 0 | 5  |
| 3.  | Надежда Чижова     | Совјетски Савез                 | 3 | 1 | 0 | 4  |
| 4.  | Иилона Слупјанек   | Источна Немачка                 | 2 | 1 | 1 | 4  |
| 5.  | Астрид Кубернус    | Немачка                         | 2 | 0 | 2 | 4  |
| 6.  | Лариса Пелешенко   | Совјетски Савез · Русија        | 1 | 2 | 0 | 3  |
| 7.  | Маријане Адам      | Источна Немачка                 | 1 | 1 | 2 | 4  |
| 8.  | Наталија Лисовска  | Совјетски Савез · Уједињени тим | 1 | 1 | 0 | 2  |
| 8.  | Вита Павлиш        | Украјина                        | 1 | 1 | 0 | 2  |
| 10. | Иванка Христова    | Бугарска                        | 1 | 0 | 1 | 2  |
| 11. | Хајди Кригер       | Источна Немачка                 | 0 | 2 | 1 | 3  |
| 12. | Антонина Иванова   | Совјетски Савез                 | 0 | 1 | 2 | 3  |
| 12. | Ева Вилмс          | Западна Немачка                 | 0 | 1 | 2 | 3  |
| 12. | Хелке Хартвиг      | Источна Немачка                 | 0 | 1 | 2 | 3  |
| 15. | Светла Миткова     | Бугарска                        | 0 | 1 | 1 | 2  |
| 15. | Хелма Кноршајт     | Источна Немачка                 | 0 | 1 | 1 | 2  |